# Wojciech Golla
Wojciech Golla (Złotów, 1992. január 12.) lengyel válogatott labdarúgó, a Puskás Akadémia játékosa.

## Pályafutása

### Klubcsapatokban
A Sparta Złotów és a Lech Poznań korosztályos csapataiban nevelkedett. A Lech Poznań felnőtt csapatában csak a kispadon kapott szerepet, tétmérkőzésen nem lépett pályára. 2012 januárjában a Pogoń Szczecin csapatába igazolt. 2015. június 4-én a holland N.E.C. játékosa lett. 2018 és 2022 között a Śląsk Wrocław csapatát erősítette. 2022. június 22-én két évre szerződtette a magyar Puskás Akadémia.

### A válogatottban
Többszörös korosztályos válogatott. 2014 januárjában bekerült a Norvégia és a Moldova elleni keretbe. Utóbbi ellen mutatkozott be a 68. percben Maciej Wilusz cseréjeként.

#### Mérkőzései a lengyel válogatottban
| #  | Dátum            | Ellenfél | Eredmény | Kiírás              | Esemény |
| -- | ---------------- | -------- | -------- | ------------------- | ------- |
| 1. | 2014. január 20. | Moldova  | 1 – 0    | barátságos mérkőzés | 68'     |

## Statisztika

### A válogatottban
| Nemzet        | Év       | Mérkőzés | Gól |
| ------------- | -------- | -------- | --- |
| Lengyelország | 2014     | 1        | 0   |
| Összesen      | Összesen | 1        | 0   |

## Sikerei, díjai

### Klubcsapattal
Puskás Akadémia
- NB I ezüstérmes: 2024–25
- NB I bronzérmes: 2023–24